# تصميم مزرعة بمساعدة حاسوب

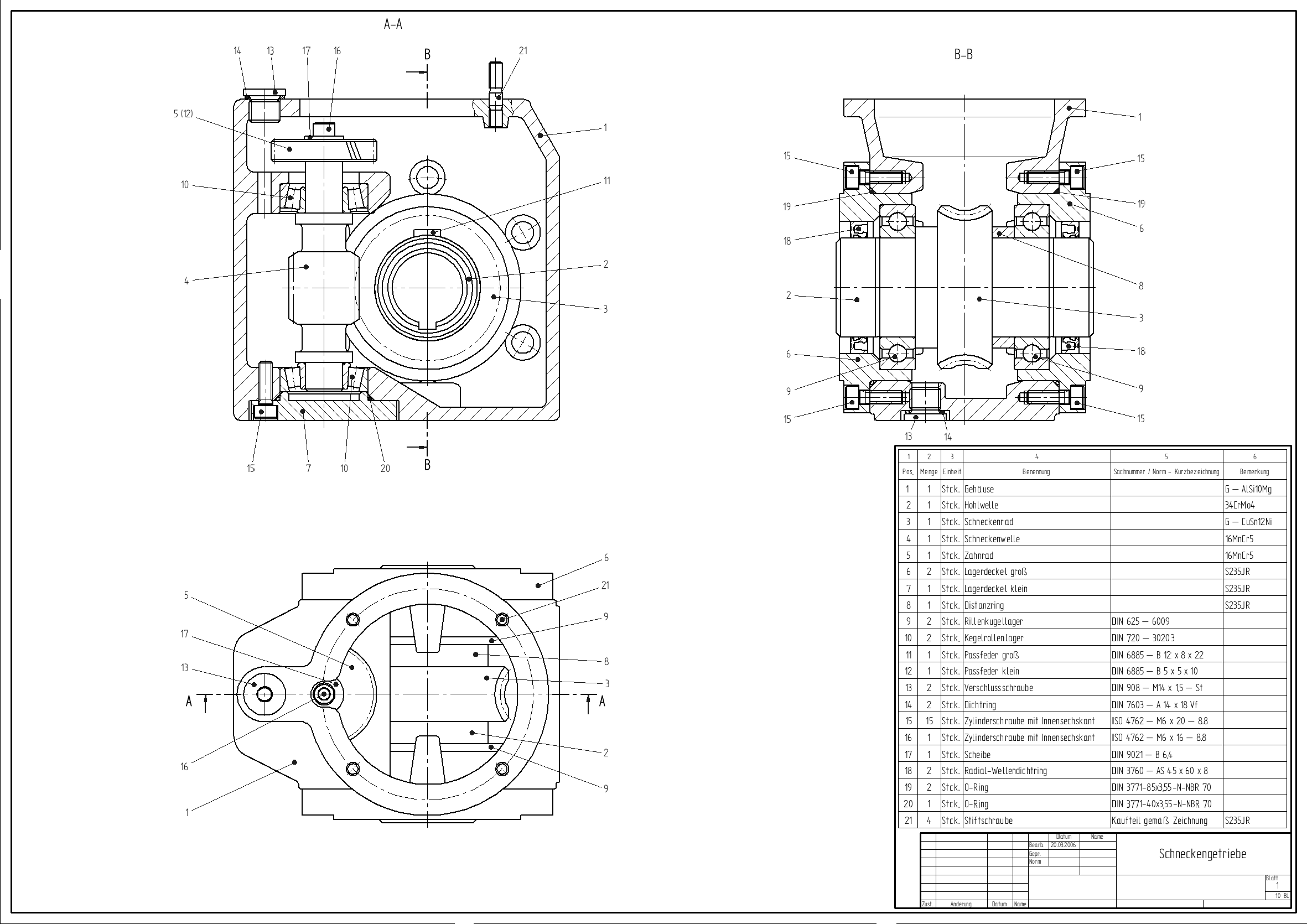
مثال لأحد الرسومات المصممة بمساعدة الحاسوب.

تصميم المزرعة بمساعدة الحاسوب يصف استعمال حُزَم التصاميم بمساعدة الحاسوب لتسهيل وتحسين عملية تصميم البستان. مصممو المزارع المتخصصون يميلون لاستعمال هذه الحزم لأغراض أخرى، مثل التصميم المعماري وبرامج تعديل الصور للعروض المرئية. 